# مينورو ناكامورا
مينورو ناكامورا (باليابانية: 中村稔؛ بالكانا: なかむら みのる) هو لاعب كرة قاعدة ياباني، ولد في 28 سبتمبر 1938 في إيسه في اليابان.

## وصلات خارجية
- مينورو ناكامورا على موقع الدوري الياباني لكرة القاعدة (الإنجليزية)
- مينورو ناكامورا على موقعبيزبول رفرنس.كوم (الدوري الثانوي) (الإنجليزية)